# Alice (film, 2005)
Pour les articles homonymes, voir Alice.
Pour plus de détails, voir Fiche technique et Distribution.
Alice est un film portugais réalisé par Marco Martins, sorti en 2005. Il part du même fait divers que Keane de Lodge Kerrigan.
Il a reçu le Globo de Ouro du meilleur film portugais et Nuno Lopes celui du meilleur acteur.

## Synopsis
La petite Alice disparaît, et son père Mário tente méthodiquement de la retrouver, jusqu'à l'obsession : il passe son temps à analyser les enregistrements de caméras qu'il a réparties dans la ville.

## Fiche technique
- Réalisation : Marco Martins
- Scénario : Marco Martins
- Photographie : Carlos Lopes
- Musique : Bernardo Sassetti
- Production : Paulo Branco
- Pays d'origine :  Portugal
- Genre : drame
- Durée : 102 minutes
- Dates de sortie :
  - France : 16 mai 2005 (Festival de Cannes, Quinzaine des Réalisateurs) ; 28 septembre 2005 (sortie nationale)
  - Portugal : 6 octobre 2005

## Distribution
- Nuno Lopes : Mário
- Beatriz Batarda : Luísa
- Miguel Guilherme : Zé
- Ana Bustorff : Margarida
- Laura Soveral : Lurdes

## Accueil critique
Télérama voit « une sombre et douloureuse méditation sur la cité, son anonymat, son froid débordement de solitudes » : « dans cet abîme, l'humain se cherche, se représente, sans jamais se trouver ».
Libération juge que « plastiquement, Alice est une stupéfaction : une sorte de météore tout en brumes, scratchs et convulsions, arrachée à un monde urbain humide et froid, dont les couleurs semblent progressivement se faner jusqu'à atteindre une palette maladive de gris mercuréens. ».